# Иванов, Иван Александрович (хоккеист)
Иван Александрович Иванов (17 августа 2000, Санкт-Петербург) — российский хоккеист, нападающий.

## Биография
На юношеском уровне играл за петербургские команды СДЮСШОР-1, «Бульдоги», «Форвард», «Динамо». С сезона 2017/18 — в системе СКА. В связи с тем, что часть игроков основного состава СКА была отправлена на карантин из-за подозрения на COVID-19, 25 сентября 2020 года провёл единственный матч в КХЛ — дома против «Ак Барса» (2:3, б.). В сезоне 2021/22 за клуб чемпионата Казахстана «Актобе» провёл 23 матча, затем стал играть в санкт-петербургской студенческой лиге за Университет имени Лесгафта. В сезоне 2023/24 — игрок команды «Эври-Вири» из третьей по силе лиги Франции.